# إميل فيريس
إميل فيريس (بالإنجليزية: Emil Ferris)‏ هي رسامة توضيحية أمريكية، ولدت في 1962 في South Side, Chicago ‏ في الولايات المتحدة.